# Topropen

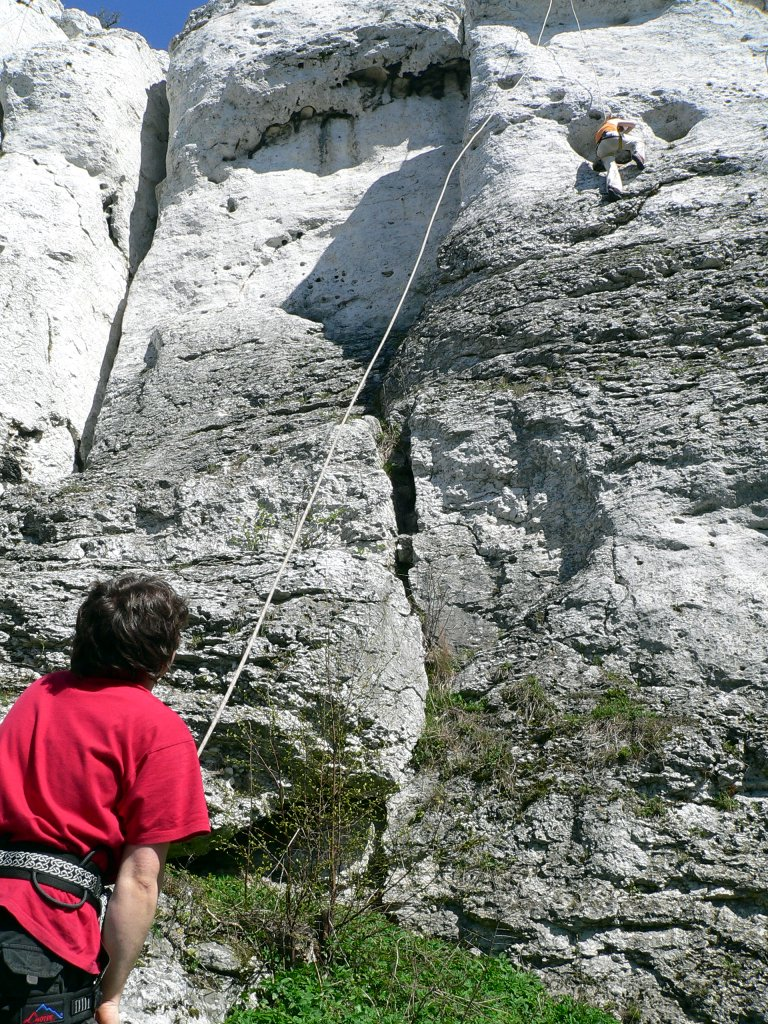
Voorbeeld van topropen, zekeraar beneden, klimmer boven, katrolpunt boven buiten beeld

Topropen (werkwoord, afgeleid van het zelfstandig naamwoord toprope) is de klimtechniek waarbij het touw door een metalen hulpstuk zoals een musketon van beneden naar boven en weer terug loopt. Dit punt mag nooit bestaan uit een eenpuntszekering. Het touw loopt van de zekeraar, die op de vloer staat, via deze gemaakte katrol weer naar de klimmer. De klimmer kan, mits hij goed is ingebonden, het katrolpunt zekervast en de zekeraar oplettend is, nooit echt vallen want hij wordt van bovenaf gezekerd en hangt bij een val vrijwel direct strak in het touw. De zekeraar gebruikt een zekeringsapparaat dat dient als touwrem en blokkering. Doordat topropen dikwijls door niet ervaren klimmers wordt beoefend is dit niet altijd risicoloos. Ook is in sommige gebieden zoals Freÿr in België toprope aan voorwaarden onderworpen (voorklimmers hebben voorrang).